# Crisi lingüística de Lovaina
La crisi lingüística de Lovaina, recordada pels belgues francòfons amb la consigna flamenca Walen buiten! (en neerlandès, 'els valons fora!'), va ser una crisi política que va sacsejar Bèlgica entre el 5 de novembre de 1967 i el 31 de març de 1968.
Des de feia bastant temps, els flamencs exigien el tancament de la secció francòfona de la Universitat catòlica de Lovaina (UCL), situada en el Brabant Flamenc. A aquestes reivindicacions, s'oposaven el rebuig categòric tant del poder que gestionava la Universitat com la posició dels bisbes belgues.
Les mesures preses com el desdoblament lingüístic dels cursos, el bilingüisme administratiu i l'augment creixent de professors flamencs no van ser suficients per satisfer les exigències flamenques, que continuaven percebent que es tractava d'una universitat francòfona en territori flamenc.
El 5 de novembre de 1967, trenta mil flamencs, entre ells 27 parlamentaris, van desfilar pels carrers d'Anvers per exigir l'expulsió dels estudiants francòfons de Lovaina basats en l'unilingüisme regional i el dret a la seva terra. Després d'aquesta manifestació, els estudiants flamencs, desfilaven tots els dies pels carrers de Lovaina al crit de Walen buiten.
La crisi va provocar la dimissió del govern de Paul Vanden Boeynants i eleccions avançades. Després de les eleccions, el poder organitzador de la Universitat va aprovar el 18 de setembre de 1968 un nou pla d'expansió de la secció francòfona de la Universitat Catòlica de Lovaina. Algunes setmanes més tard, un nou reglament va oficialitzar l'escissió entre la Katholieke Universiteit Leuven (KUL) i la Université catholique de Louvain (UCL). Aquesta última havia d'establir-se progressivament a la regió del Brabant Való, així com a Woluwé-Saint-Lambert, per a la Facultat de Medicina.